# James Barnes
James Charles Barnes (Hobart (Oklahoma), 9 september 1949) is een Amerikaans componist, muziekpedagoog, dirigent, arrangeur en tubaïst.

## Levensloop
Barnes speelde zoals zijn twee oudere zusters en zijn oudere broer in het plaatselijke harmonieorkest mee; aanvankelijk speelde hij trombone later wisselde hij op tuba. Een belangrijk punt in zijn jeugd was een concert van de United States Navy Band die in de Southwestern State University in Weatherford speelde. Hij had nog nooit een zo goed uitgebalanceerd orkest gehoord en hij besloot van toen aan muzikant te worden. In het zomer van dat jaar ging hij naar een muziekkamp dat in de Universiteit van Kansas in Lawrence werd gehouden. Deze zomercursussen herhaalde hij vier jaar en werd bekend met professor John Pozdro, die hem adviseerde een compositiestudie aan zijn universiteit te beginnen.
Hij studeerde muziektheorie en compositie aan de Universiteit van Kansas in Lawrence bij John Pozdro, Kenneth G. Bloomquist en Allen Irving McHose. In 1971 werd Robert Foster dirigent van de universiteits-harmonieorkesten en hij engageerde James Barnes als arrangeur en dirigent van de Men's Basketball Band. Verder studeerde hij privé bij Zuohuang Chen orkestdirectie. In 1974 behaalde Barnes zijn Bachelor of Music en in 1975 zijn Master of Music.
In 1977 huwde hij Carolyn Anne Mingle.
Vanaf 1977 is hij docent voor orkestratie en compositie aan de Universiteit van Kansas; in 1984 werd hij tot assistent-professor en in 1992 tot professor benoemd. Als tubaïst speelde hij in verschillende orkesten in de Verenigde Staten.
Zijn omvangrijk oeuvre als componist wordt uitgevoerd in de Verenigde Staten, Europa, Japan, Taiwan en Australië. In 1978 met zijn Symphony No. 1 en in 1981 met zijn Visions Macabre behaalde hij de bekende Ostwaldprijs. Naast verschillende American Society of Composers, Authors and Publishers (ASCAP)-Awards behaalde hij de Bohumil Makovsky Award voor buitengewoon werk als dirigent van universiteitsblaasorkesten. Met het befaamde Tokio Kosei Wind Orchestra heeft hij drie cd's met werken van zichzelf opgenomen.

## Composities

### Werken voor harmonieorkest

#### Symfonieën
- 1974 Symphony No. 1, op. 35
- 1980-1981 Second Symphony, op. 44
  1. Elegia[1]
  2. Variazione Interrotte[2]
  3. Finale[3]
- 1994 Third Symphony - "The Tragic", opus 89
  1. Lento drammatico - Allegro ritomoco[4]
  2. Scherzo: Allegro moderato[5]
  3. Fantasia - Mest (for Natalie)[6]
  4. Finale - Allegro giocoso (I am Jesus’ Little Lamb,)[7]
- 1999 Fourth Symphony "Yellowstone Portraits", opus 103b
  1. Dawn on the Yellowstone River[8]
  2. Pronghorn Scherzo[9]
  3. Inspiration Point (Tower Falls)[10]
- 2000 Fifth Symphony "Phoenix", op. 110 (het werk is opgedragen aan de Japanese Ground Self-Defense Force Central Band)
  1. Eulogy
  2. Scherzo
  3. Reverie
  4. Jubilation
- 2008 Sixth Symphony, op. 130[11][12][13]

#### Andere werken voor harmonieorkest
- 1969-1971 Two Preludes
- 1970 Colours, voor harmonieorkest en geluidsband
- 1971 Commencement Festival Overture
- 1972 Golden Brass
- 1972 Hunter Park, op. 30
- 1974 Brookshire Suite
  1. Fanfare and March
  2. Little Jazz Song
  3. Fugue
- 1974 Rapscallion, op. 32
- 1979 Lyric Interlude
- 1979 Thunderbolt Concert-March
- 1979 Visions Macabres
- 1980 Alvamar Overture, op. 45[14]
- 1980 Chorale and Jubiloso
- 1980 Early Bird
- 1980 Medicine Lodge
- 1980 Quiet Song
- 1980 Sterling Brass
- 1981 Festival Concert March
- 1981 Invocation and Toccata
- 1981 Overture Energico
- 1981 Riverfest
- 1981 Trumpets and Drums
- 1982 Appalachian Overture
- 1982-1983 Eaglecrest, Overture, op. 49[15]
- 1983 Century Tower Overture, op. 52
- 1983 Crossgate
- 1984 Centennial Celebration Overture
- 1984 Heatherwood Portrait
- 1984 Torch Dance
- 1984 Yorkshire Ballad, op. 58a[16]
- 1985 Chorale Prelude on a German Folk Tune (Mein junges Leben hat ein End'), opus 61
- 1985 Poetic Intermezzo
- 1985 Torch Dance
- 1986 Autumn Soliloquy, voor hobo en harmonieorkest
- 1986 Riverfest Overture
- 1986 Stone Meadows
- 1986 The Texans, ouverture, op. 62
- 1987 Fantasy Variations on a Theme by Niccolò Paganini[17][18]
- 1987 Pagan Dances[19]
  1. Ritual
  2. Mystics
  3. The Master of the Sword
- 1987 The Long Gray Line
- 1987 Trailridge Saga
- 1987 Westport Overture
- 1987-1988 Three Symphonic Fanfares
  1. Fanfare for Annapolis
  2. Fanfare for West Point
  3. Fanfare for the American Bandmasters Association
- 1989 Breckenridge Overture
- 1989 Romanza
- 1989 Trail and Tears, symfonisch gedicht
- 1989 We The People
- 1990 Eisenhower Centennial March
- 1990 High Plains Overture
- 1990 Spitfire, ouverture
- 1990-1991 Duo Concertante, voor trompet, eufonium en harmonieorkest
- 1990-1991 Symphonic Overture, op. 80
- 1991 Legend
- 1992 Impressions of Japan[20]
  1. Joetsu Asahi (Dawn of Joetsu)
  2. Todaiji (The Great Buddha at Nara)
  3. Asakusa Matsuri (Asakusa Festival)
- 1992 Lonely Beach - Normandy 1944
- 1992 Variations on a Moravian Hymm
- 1993 The Old Guard
- 1993-1994 Sunflower Saga
- 1994 A Light in the Wilderness
- 1994 Inventions on Marching Songs
- 1995 The Silver Gazebo
- 1995-1996 Concerto, voor tuba en harmonieorkest
- 1995-1996 Fanfares and Alleluias
- 1996 A Very American Overture
- 1996 Caribbean Hideaway
- 1996 The Pershing Rifles
- 1996 Wildwood Overture
- 1996-1997 Rhapsodic Essay (oorspronkelijk getiteld: The Gathering of Eagles)
- 1997 All Pleasant Things - A Song for Barbara
- 1997 Dream Journey (a Tone Poem), voor harmonieorkest, opus 98
- 1997 Golden Festival Overture, op. 95
- 1998 Fanfare and Capriccio, voor trompet en harmonieorkest
- 1998 Nulli Secundus March
- 1999 Eagle Bend Overture for Band[21]
- 2000 Foxfire Overture for Symphonic Band
- 2000 Toccata Fantastica, op. 106
- 2000 Twin Oaks - Overture for Band
- 2001 Arioso and Presto, voor altsaxofoon en harmonieorkest
- 2001 Hobart Centennial March
- 2001 Maracas from Caracas
- 2001 Sorcery Suite, op. 112
- 2002 Carnavale in São Paolo
- 2002 Valor
- 2003 A Solemn Prelude for Symphonic Band, opus 114
- 2004 Danza Sinfonica, op. 117[22]
- 2011 Tribute, op. 134
- 2013 Escenas de los Aztecas - Verplicht werk tijdens het 16e Wereld Muziek Concours Kerkrade in 2013 in de sectie harmonieorkesten, 2e divisie[23]
- Arioso
- Beautiful Oregon
- Concerto, voor trombone en harmonieorkest
- Dreamers
- Festive Music for Singapore
- Inspiration Point
- March Kawasaki
- Meadowlark, A Pastorale
- Mojaves Claves
- Music from "Girl Crazy" by George Gershwin
- Omaggio
- Poetic Intermezzo
- Praeludium and Litany
- Scarlet and Silver Jubilee - “A Vegas style overture for band”
- Westridge Overture
- Wild Blue Yonder
- Yama Midori (Green Mountains)